# Johann Wilhelm Bartholomäus Rußwurm
Johann Wilhelm Bartholomäus Rußwurm (* 21. November 1770 in Seebergen; † 17. März 1855 in Herrnburg) war ein deutscher lutherischer Theologe, Pastor und Autor.

## Leben und Werk
Johann Wilhelm Bartholomäus Rußwurm war ein Sohn des Organisten und Mägdelein-Schuldieners Johann Lorenz Rußwurm in Seebergen im Fürstentum Schwarzburg-Rudolstadt und dessen Frau Elisabeth Barbara, geb. Solz, aus Breitenheerda. Die Familie Rußwurm ist seit ca. 1678 in Seebergen nachweisbar und übte dort über mehrere Generationen den Schäfer- und Hirtenberuf aus.
Nach dem Besuch des Gymnasiums in Rudolstadt bis 1792 studierte er an der Universität Göttingen Theologie. Seine erste Anstellung war als Kantor der Domschule am Ratzeburger Dom, später als ihr Konrektor. Er heiratete am 30. November 1800 in Ratzeburg Sophia Friederica Catharina Hermann (* 28. Mai 1769 in Ratzeburg; † 19. November 1847 in Herrnburg). Die Ehe blieb kinderlos. 1809 erhielt er die Berufung zum Pastor der Kirchengemeinde Herrnburg, die damals zum Fürstentum Ratzeburg innerhalb des (Teil-)Großherzogtums Mecklenburg-Strelitz gehörte.
In Herrnburg wandte sich Rußwurm vom Rationalismus seiner Studienzeit ab und öffnete sich Einflüssen aus Erweckung und Romantik, zusammen mit seinem Bruder Johann Georg Rußwurm (1781–1848), Pastor von Selmsdorf, und Pastor Saalfeld in Kirch Grambow, heute Ortsteil von Wedendorf. Er erlebte, nicht zuletzt durch seine pastorale Tätigkeit, einen Aufschwung des Gemeindelebens. So stieg die Zahl der jährlichen Kommunikanten (Teilnehmende am Abendmahl) in Herrnburg 1814–1841 von 1419 auf 1861.
Rußwurm entwickelte auch eine rege publizistische Tätigkeit, so schrieb er über 36 verschiedene Abhandlungen und Aufsätze meist theologischen und pädagogischen Inhalts. Die größte Nachwirkung hatte seine Musikalische Altar-Agende von 1826, die bis zum Ende des 19. Jahrhunderts in den Gemeinden des Ratzeburger Landes in Gebrauch war.
Sowohl von Schwarzburg-Rudolstadt als auch später von Mecklenburg-Strelitz wurde er mit dem Titel Kirchenrat geehrt. Ein historisches Porträt Rußwurms hängt im Altarraum der Herrnburger Kirche.
Sein elf Jahre jüngerer Bruder Johann Georg Rußwurm war Pastor in Selmsdorf. Dessen Tochter Wilhelmina Charlotta Friedericka Georgina heiratete 1838 wieder nach Seebergen. Dessen Sohn Johannes Rußwurm war Dompropst im Ratzeburger Dom.

## Werke
- Untersuchung über den Ursprung der Evangelien des Matthäus, Marcus, Lucas und Johannes und ihre kanonische Autorität. Ratzeburg 1797
- Johannes der Donnerer. Franzen, Stendal 1806
- Musikalische Altar-Agende. Ein Beitrag zur Erhebung und Belebung des Cultus. Perthes, Hamburg 1826

Digitalisat, British Library
- Nachtrag zur musikalischen Altaragende; Hamburg 1831
- Biblische Fragen an und für meine Confirmanden. Gebrüder Borchers, Lübeck 1834
- Choral-Melodien-Buch zu allen Liedern im Ratzeburger Gesangbuch. F. W. Kaibel, Lübeck [1838] (Digitalisat der Bayerischen Staatsbibliothek)